# Škocjan ob Soči
Škocjan ob Soči (italijansko San Canzian d'Isonzo, bizjaško Sagansiàn, furlansko San Ganzian) je naselje in občina v Goriški pokrajini, v deželi Furlanija - Julijska krajina v Italiji. Občina ima 5808 prebivalcev (leta 2004)  in meri 33 km².
Naselje leži okoli 30 km jugozahodno od Gorice. Naselje naj bi po izročilu nastalo na kraju, kjer so bili okoli leta 304 usmrčeni in pokopani krščanski mučenci sveti Kancijan in tovariši - po njih se kraj tudi imenuje. Sodobna znanost je to izročilo potrdila. V letih 1960-69 so arheologi pod vodstvom prof. Maria Mirabella Robertija  v Škocjanu ob Soči opravili več izkopavanj. Odkrili so ostanke paleokrščanske bazilike, pod katero je grobnica s trupli svetega Kancijana, Kancija in Kancijanile. Ostanki svetega Prota so (skupaj z ostanki svetega Krizogona) v manjši cerkvici svetega Prota.